# Górno-Parcele
Górno-Parcele (do roku 1996 Górno-Parcela) – wieś w Polsce położona w województwie świętokrzyskim, w powiecie kieleckim, w gminie Górno.
W latach 1975–1998 miejscowość administracyjnie należała do województwa kieleckiego.
| SIMC    | Nazwa     | Rodzaj    |
| ------- | --------- | --------- |
| 0238931 | Królówka  | część wsi |
| 0238948 | Po Szosie | część wsi |